# رأسمالية
الرَّأْسَمَالِيَّةُ (تُعرف أيضًا باسم التَمَوُّل) نظام اقتصادي يقوم على الملكية الخاصة لوسائل الإنتاج وخلق السلع والخدمات لأجل الربح. تشمل الخصائص الرئيسية للرأسمالية الملكية الخاصة وتراكم رأس المال والعمل المأجور والأسواق التنافسية.
في اقتصاد السوق الرأسمالي، تُحدّد عمليات اتخاذ القرار والاستثمارات مِن قِبل كلّ صاحب ثروة، أو مِلكية أو وسيلة إنتاج في الأسواق الاقتصادية أو أسواق رأس المال، في حين يُلجَأ إلى تحديد الأسعار وتوزيع البضائع والخدمات وفقًا للمنافسة في أسواق السِلع والخدمات.
تبنّى علماء الاقتصاد، والاقتصاد السياسي، وعلماء الاجتماع، والمؤرّخون وجهاتِ نظرٍ متباينة في تحليلهم للرأسمالية وميّزوا بين عدة أشكال من تطبيقاتها، ويُذكر منها: رأسمالية ذات مبدأ عدم التدخّل أو رأسمالية السوق الحرّ، ورأسمالية الرفاهية، ورأسمالية الدولة. يُلاحظ في كلّ شكلٍ من أشكال الرأسمالية مستويات متنوعة من الأسواق الحرة، والملكية العامة، والعوائق المتمثلة أمام المنافسة والسياسات الاجتماعية التي تقرّها الدولة. علاوة على ذلك، تتفاوت ضمن الأشكال المختلفة من الرأسمالية درجات التنافس في الأسواق، ودور تدخّل الدولة وفرضها القوانين، والمدى الذي تشمله ملكية الدولة. تنضوي الشؤون المتعلقة بالمستوى المحدد لحرية الأسواق المختلفة والقوانين الناظمة للملكية الخاصة ضمن السياسة الاقتصادية. تُعدُّ معظم الاقتصادات الرأسمالية الحالية اقتصادات مختلطة تجمع بين عناصر من الأسواق الحرة وتدخل الدولة الذي يتجلّى في بعض حالات التخطيط الاقتصادي.
وُجدت اقتصادات السوق ضمن أشكال مختلفة من الحكومات في أزمان وأماكن وثقافات مختلفة. المجتمعات الرأسمالية المعاصرة -التي تتّسم بإضفاء طابع العالمية على العلاقات الاجتماعية القائمة على أساس النقود- هي عبارة عن نظام عريض ومتّسق يتألّف من طبقة العمال الذين يجب أن يعملوا لكسب أجورهم، وطبقة رأسمالية تمتلك وسائل الإنتاج؛ ونمى هذا النظام في أوروبا الغربية في عملية تمخّض عنها نشوء الثورة الصناعية. منذ ذلك الحين، أصبحت الأنظمة الرأسمالية -بغض النظر عن مقدار تدخّل الدولة فيها- سائدةً في العالم الغربي، وما زالت آخذةً في الانتشار. مع مرور الوقت، شهدت البلدان الرأسمالية نموًّا اقتصاديًّا رافقه ارتفاع في مستوى المعيشة.
يحاجج منتقدو الرأسمالية بأنها تشرعن السلطة في يد أقلية تنتمي للطبقة الرأسمالية مدارُ وجودها على استغلال عامة الشعب مِن الطبقة العاملة وجهدهم؛ وأنها تُولي الأهمية للربح على حساب المصلحة الاجتماعية، والموارد الطبيعية، والبيئة؛ وأنها توّلد حالة من عدم المساواة، والفساد وعدم الاستقرار الاقتصادي. في حين يرى أنصار الرأسمالية بأنها تقدّم ابتكارات ومنتجات أفضل بسبب وجود المنافسة، وتوزّع الثروة على جميع الأفراد المنتِجين، وتدعو إلى التعددية وإلغاء المركزية، وتخلق نموًّا اقتصاديًّا قويًّا، وتحقّق الإنتاجية والازدهار اللذين ينفعان المجتمع إلى أبعد الحدود.

## أصل الكلمة
نشأ المصطلح رأسمالي (capitalist) -الذي يُشير إلى مالك رأس المال capital- قبل مصطلح الرأسمالية capitalism بكثير، ويعود تاريخه إلى أواسط القرن السابع عشر. اشتُقّت كلمة capitalism من كلمة capitale اللاتينية والتي ظهرت في القرنين الثاني عشر والثالث عشر، والتي كانت تُشير إلى الأرصدة، ومخزون السلع، ومجموع الأموال أو الأموال التي تحمل الفائدة. بحلول العام 1283، أصبحت الكلمة تُستخدم بمعنى أصول رأس المال لشركة تجارية، واستُعملت بشكل متبادل مع كلمات مثل، ثروة، مال، أرصدة، بضائع، أصول، ملكية، وغيرها.:233
استخدمت نشرة Hollandische Mercurius عبارة «الرأسماليين» في الأعوام 1633 و1654 للإشارة إلى مالكي رأس المال. في اللغة الفرنسية، أشار إيتين كلافير إلى الرأسماليين في العام 1788، قبل استخدامها الأول المسجّل في اللغة الإنجليزية عند آرثر يونغ في كتابه أسفارٌ في فرنسا (1792). في كتابه مبادئ الاقتصاد السياسي والضريبة (1817)، أشار ديفيد ريكاردو إلى «الرأسمالي» أكثر من مرة. استخدم الشاعر الإنجليزي صامويل تايلور كولريدج مصطلح «الرأسمالي» في عمله حديث المائدة (1823). استخدم بيير-جوزيف برودون المصطلح في عمله الأول ما هي الملكيّة؟ (1840)، للإشارة إلى مالكي رأس المال. استخدم بنيامين دسرائيلي المصطلح في روايته سيبيل في العام 1845.
يُنسب الاستخدام الأول لمصطلح الرأسمالية بمعناها المعاصر إلى لويس بلان في العام 1850 بمقولته: «ما أسمّيه الرأسمالية أعني به تفرّد البعض برأس المال وإقصاء الآخرين منه»، وبيير-جوزيف برودون في العام 1860 بقوله: «النظام الاقتصادي والاجتماعي الذي يكون فيه بشكل عامّ رأس المال ومصدر الدخل غير مملوكَين لأولئك الذين يقومون بالعمل بجهدهم الخاص». أشار كارل ماركس وفريرديك إنجلز إلى «النظام الرأسمالي» وإلى «نمط الإنتاج الرأسمالي» في كتاب رأس المال (1867). تظهر كلمة «الرأسمالية» للدلالة على النظام الاقتصادي مرّتين في المجلد الأول من رأس المال، الصفحة 24 من النسخة الألمانية، وفي مسوّدة مخطوطة نظريات في فائض القيمة، الجزء الثاني الصفحة 493 (من النسخة الألمانية). لم يستخدم ماركس مصطلح «الرأسمالية» بشكل موسّع، ولكنه استعمل مصطلحات الرأسمالي ونمط الإنتاج الرأسمالي، والتي وردت أكثر من 2600 مرة في كتاب رأس المال بمجلّداته الثلاث. وفقًا لقاموس أوكسفورد الإنجليزي، فمصطلح الرأسمالية ظهر أول مرة في اللغة الإنجليزية في رواية عائلة نيوكام لوليام ثاكري، والتي عنى بها «ملكيّة رأس المال». إضافة إلى ذلك، يذكر قاموس أوكسفورد للغة الإنجليزية أن كارل أدولف دواي، وهو اشتراكي أمريكي ألماني ومنادٍ بإلغاء الاسترقاق، استخدم عبارة «الرأسمالية الخاصة» في العام 1863.

## تاريخ
يمكن تتبّع الرأسمالية بنسختها المعاصرة إلى ظهور الرأسمالية الزراعية والنزعة التجارية في بدايات عصر النهضة، في عدد من الدول المدن مثل فلورنسا. على مدار عدة قرون وُجد رأس المال بشكل أولي على نطاق ضيّق على هيئة نشاطات تجارية في الإيجار والإقراض ومن حين لآخر كصناعات صغيرة مع العمل المأجور. يوجد تاريخ طويل لتبادل البضائع البسيط وبالتالي الإنتاج البسيط للبضائع، وهو الأساس الأول لنمو رأس المال من التجارة. نشر العرب سياسات اقتصادية رأسمالية تمثلت في التجارة الحرة والصيرفة. سهّل استخدامهم للأرقام العربية عمليات المحاسبة. انتقلت هذه الابتكارات إلى أوروبا عبر الشراكات التجارية في مدن مثل البندقية وبيسا. سافر عالم الرياضيات الإيطالي فيبوناتشي في بلدان البحر الأبيض المتوسط وتواصل مع التجار العرب وعند عودته أشاع استخدام الأرقام العربية في أوروبا.
وهكذا يظهر أن رأس المال والتبادل التجاري وُجِدا عبر فترات طويلة من التاريخ، ولكنهما لم يؤدّيا إلى التحول الصناعي أو الهيمنة على عملية الإنتاج في المجتمع، فقد تطلّب حدوث هذا مجموعة من الظروف، بما فيها تقنيات محددة للإنتاج الشامل، ووجود طبقة من العمال الراغبة ببيع قواها العاملة لكسب قوتها، وإطار قانوني يشجّع على التجارة، وبنية تحتية مادية تُتيح توزيع البضائع على نطاق واسع، والأمن على تراكم الثروات الخاصة. معظم هذه الظروف غائبة حاليًّا في العديد من بلدان العالم الثالث، رغم كثافة وجود رأس المال والقوى العاملة. لهذا السبب، يُستنتج أن العقبات التي تقف في طريق تطوير أسواق رأسمالية هي ذات طابع تقني أكثر منه اجتماعي أو ثقافي أو سياسي.

### الرأسمالية الزراعية
بدأت الركائز الاقتصادية للنظام الإقطاعي الزراعي بالتخلخل بشكل هائل في القرن السادس عشر في إنجلترا تزامنًا مع انهيار نظام المانورالية الإقطاعي، وبدأ تركّز الأراضي بيد قلّة قليلة من ملّاك الأراضي الذين استولوا على مقاطعات واسعة. بدلًا من نظام عمالة يقوم على القنانة، بدأ توظيف العمال ضمن نظام اقتصادي أشمل قائم على أساس النقود وآخذ في الاتساع. شكّل هذا النظام ضغطًا على كلّ من ملّاك الأراضي والمستأجرين لزيادة إنتاجية الزراعة لتحقيق الربح؛ أدّى ضعف سلطة الأرستقراطية القسريّة التي كانت تنتزع فائض القيمة من الفلاحين إلى سعي الأرستقراطيين لإيجاد وسائل استغلال أفضل. وكان لدى المستأجرين الدافع إلى تحسين وسائل عملهم للازدهار في بيئة سوق عملٍ تنافسيّة. راحت استئجار الأراضي يخضع لشروط قوى السوق الاقتصادية أكثر من شروط النظام السابق مِن الالتزامات العُرفيّة والإقطاعية الراكدة.
مع بدايات القرن السابع عشر، كانت إنجلترا دولة مركزية انمحى فيها القسم الأعظم من النظام الإقطاعي من مخلّفات العصور الوسطى في أوروبا. كان ممَا ساهم في تعزيز هذه المركزية وضع نظام طرقات كفء ووجود عاصمة كبيرة بشكل غير متناسب، مدينة لندن. أدّت العاصمة وظيفة مركز السوق الرئيسية للبلاد بأكملها، وهو ما نتج عنه خلق سوق داخلي ضخم للبضائع، مقارنةً بالحال المتشظّية للممتلكات الإقطاعية التي كانت سائدة في معظم أرجاء القارة الأوروبية.

## التأسيس
كانت أوروبا محكومة بنظام الإمبراطورية الرومانية التي ورثها النظام الإقطاعي.
- لقد ظهرت ما بين القرن الرابع عشر والسادس عشر الطبقة البورجوازية تالية لمرحلة الإِقطاع ومتداخلة معها.
- تلت مرحلة البورجوازية مرحلة الرأسمالية وذلك منذ بداية القرن السادس عشر ولكن بشكل متدرج.
- فقد ظهرت أولاً الدعوة إلى الحرية وكذلك الدعوة إلى إنشاء القوميات اللادينية والدعوة إلى تقليص ظل البابا الروحي.
- ظهر المذهب الحر (الطبيعي) في النصف الثاني من القرن الثامن عشر في فرنسا حيث ظهر الطبيعيون.

## أشهر المُنَظِّرين
- فرنسوا كيناي (1694 - 1774) ولد في فرساي بفرنسا، وعمل طبيباً في بلاط لويس الخامس عشر، لكنه اهتم بالاقتصاد وأسس المذهب الطبيعي، نشر في سنة (1756 م) مقالين عن الفلاحين وعن الجنوب، ثم أصدر في سنة (1758 م) الجدول الاقتصادي وشبَّه فيه تداول المال داخل الجماعة بالدورة الدموية، قال ميرابو حينذاك عن هذا الجدول بأنه: «يوجد في العالم ثلاثة اختراعات عظيمة هي الكتابة والنقود والجدول الاقتصادي».
- جون لوك (1632-1704) صاغ النظرية الطبيعية الحرة حيث يقول عن الملكية الفردية: «وهذه الملكية حق من حقوق الطبيعة وغريزة تنشأ مع نشأة الإِنسان، فليس لأحد أن يعارض هذه الغريزة».
- ومن ممثلي هذا الاتجاه أيضاً تورجو وميرابو وساي وباستيا.

- ظهر بعد ذلك المذهب الكلاسيكي الذي تبلورت أفكاره على أيدي عدد من المفكرين الذين من أبرزهم:
- آدم سميث (1723-1790) وهو أشهر الكلاسيكيين على الإِطلاق، ولد في مدينة كيركالدي في اسكتلندا، ودرس الفلسفة، وكان أستاذاً لعلم المنطق في جامعة غلاسكو، سافر إلى فرنسا سنة (1766 م) والتقى هناك أصحابَ المذهب الحر. وفي سنة (1776 م) أصدر كتابه (بحث في طبيعة وأسباب ثروة الأمم) هذا الكتاب الذي قال عنه أحد النقاد وهو (إدموند بيرك): «إنه أعظم مؤلف خطه قلم إنسان».
- دافيد ريكاردو (1772-1823) قام بشرح قوانين توزيع الدخل في الاقتصاد الرأسمالي، وله النظرية المعروفة باسم «قانون تناقص الغلة» ويقال عنه إنه كان ذا اتجاه فلسفي ممتزج بالدوافع الأخلاقية لقوله: «إن أي عمل يعتبر منافياً للأخلاق ما لم يصدر عن شعور بالمحبة للآخرين».
- دافيد هيوم (1711-1776 م) صاحب نظرية النفعية التي وضعها بشكل متكامل والتي تقول بأن «الملكية الخاصة تقليداتبعه الناس وينبغي عليهم أن يتبعوه لأن في ذلك منفعتهم».
- روبرت مالتوس (1766-1803) اقتصادي إنجليزي كلاسيكي متشائم صاحب النظرية المشهورة عن السكان إذ يعتبر أن عدد السكان يزيد وفق متوالية هندسية بينما يزيد الإِنتاج الزراعي وفق متوالية حسابية مما سيؤدي حتماً إلى نقص الغذاء والسكن.
- جون ستيوارت مل (1806-1873) يعدُّ حلقة اتصال بين المذهب الفردي والمذهب الاشتراكي فقد نشر سنة (1836 م) كتابه (مبادئ الاقتصاد السياسي).
- اللورد كينز (1883-1946) صاحب النظرية التي عرفت باسمه والتي تدور حول البطالة والتشغيل والتي تجاوزت غيرها من النظريات إذ يرجع إليه الفضل في تحقيق التشغيل الكامل للقوة العاملة في المجتمع الرأسمالي، وقد ذكر نظريته هذه ضمن كتابه (النظرية العامة في التشغيل والفائدة والنقود) الذي نشره سنة 1936 م.
- إدموند بيرك من المدافعين عن الملكية الخاصة على أساس النظرية التاريخية أو نظرية تقادم الملكية.

## أفكار أساسية

### أسس الرأسمالية
- تقديس الملكية الفردية وذلك بفتح الطريق لأن يستغل كل إنسان قدراته في زيادة ثروته وحمايتها وعدم الاعتداء عليها وتوفير القوانين اللازمة لنموها واطرادها وعدم تدخل الدولة في الحياة الاقتصادية إلا بالقدر الذي يتطلبه النظام العام وتوطيد الأمن.
- المنافسة والمزاحمة في الأسواق.
- نظام حرية الأسعار وإطلاق هذه الحرية وفق متطلبات العرض والطلب، واعتماد قانون السعر المنخفض في سبيل ترويج البضاعة وبيعها.

### أشكال رأسمالية
- الرأسمالية التجارية: التي ظهرت في القرن السادس عشر إثر إزالة الإِقطاع، إذ أخذ التاجر يقوم بنقل المنتجات من مكان إلى آخر حسب طلب السوق فكان بذلك وسيطاً بين المنتج والمستهلك.
- الرأسمالية الصناعية: التي ساعد على ظهورها تقدم الصناعة وظهور الآلة البخارية التي اخترعها جيمس وات سنة 1770 م والمغزل الآلي سنة 1785 م مما أدى إلى قيام الثورة الصناعية في إنجلترا خاصة وفي أوروبا عامة إبان القرن التاسع عشر. وهذه الرأسمالية الصناعية تقوم على أساس الفصل بين رأس المال وبين العامل، أي بين الإِنسان وبين الآلة.
- نظام الكارتل: الذي يعني اتفاق الشركات الكبيرة على اقتسام السوق العالمية فيما بينها مما يعطيها فرصة احتكار هذه الأسواق وابتزاز الأهالي بحرية تامة. وقد انتشر هذا المذهب في ألمانيا واليابان.
- نظام الترست: والذي يعني تكوين شركة من الشركات المتنافسة لتكون أقدر في الإِنتاج وأقوى في التحكم والسيطرة على السوق.
بالإضافة إلى الرأسمالية المالية التي ظهرت بعد تطور وظيفة البنوك، حيث انتقلت هذه الأخيرة من دور إيداع وحفظ الأموال إلى المساهمة بشكل فعال في الاقتصاد، إن لم نقل العمود الفقري الرئيسي لكل الاقتصاد العالمي.

### الرأسمالية التنافسية
الرأسمالية التنافسية وفق التحليل المادي للتطور التاريخي للمجتمعات قسمت الماركسية مراحل التطور حسب العلاقات الإنتاجية السائدة فقبل أن يظهر الحكم الإقطاعي المطلق كان التنافس بين الأسياد وفي المرحلة الرأس مالية كذلك تم التقسيم إلى مرحلة النشوء والتي تسمى الثورة البرجوازية التي تتطور لتدخل في المرحلة التنافسية قبل أن تدخل في مرحلة الإنتاج الاحتكاري ومرحلة الرأسمالية التنافسية هي مرحلة يسود فيها علاقات التنافس بين المنتجين ويأتي التنافس غالبا من خلال تخفيض الأسعار وذلك من خلال رفع ساعات عمل العمال وتخفيض الأجور لكن استمرار التنافس سوف يولد شركات كبرى احتكارية تقضي على العهد التنافسي.

### أفكار ومعتقدات أخرى
إن المذهب الطبيعي الذي هو أساس الرأسمالية يدعو إلى أمور منها:
- الحياة الاقتصادية تخضع لنظام طبيعي ليس من وضع أحد حيث يحقق بهذه الصفة نمواً للحياة وتقدماً تلقائياً لها.
- يدعو إلى عدم تدخل الدولة في الحياة الاقتصادية وأن تقصر مهمتها على حماية الأفراد والأموال والمحافظة على الأمن والدفاع عن البلاد.
- الحرية الاقتصادية لكل فرد حيث أن له الحق في ممارسة واختيار العمل الذي يلائمه وقد عبروا عن ذلك بالمبدأ المشهور: «دعه يعمل دعه يمر».
- إن إيمان الرأسمالية بالحرية الواسعة أدى إلى فوضى في الاعتقاد وفي السلوك مما تولدت عنه هذه الصراعات الغربية التي تجتاح العالم معبرة عن الضياع الفكري والخواء الروحي.
- إن انخفاض الأجور وشدة الطلب على الأيدي العاملة دفع الأسرة لأن يعمل كل أفرادها مما أدى إلى تفكك عرى الأسرة وانحلال الروابط الاجتماعية فيما بينها.
- من أهم آراء سميث أن نمو الحياة الاقتصادية وتقدمها وازدهارها إنما يتوقف على الحرية الاقتصادية.
- وتتمثل هذه الحرية في نظره بما يلي:
- الحرية الفردية التي تتيح للإِنسان حرية اختيار عمله الذي يتفق مع استعداداته ويحقق له الدخل المطلوب.
- الحرية التجارية التي يتم فيها الإِنتاج والتداول والتوزيع في جو من المنافسة الحرة.
- يرى الرأسماليون بأن الحرية ضرورية للفرد من أجل تحقيق التوافق بينه وبين المجتمع، ولأنها قوة دافعة للإِنتاج، لكونها حقاً إنسانياً يعبر عن الكرامة البشرية.

## الاصلاحات التي طرأت على الرأسمالية
كانت إنجلترا حتى سنة 1875 م من أكبر البلاد الرأسمالية تقدماً. ولكن في الربع الأخير من القرن التاسع عشر ظهرت كل من الولايات المتحدة وألمانيا، وبعد الحرب العالمية الثانية ظهرت اليابان.
- في عام 1932 م باشرت الدولة تدخلها بشكل أكبر في إنجلترا، وفي الولايات المتحدة زاد تدخل الدولة ابتداء من سنة 1933 م، وفي ألمانيا بدءاً من العهد النازي وذلك في سبيل المحافظة على استمرارية النظام الرأسمالي.
- لقد تمثل تدخل الدولة في المواصلات والتعليم ورعاية حقوق المواطنين وسن القوانين ذات الصبغة الاجتماعية، كالضمان الاجتماعي والشيخوخة والبطالة والعجز والرعاية الصحية وتحسين الخدمات ورفع مستوى المعيشة.
- لقد توجهت الرأسمالية هذا التوجه الإِصلاحي الجزئي بسبب ظهور العمال كقوة انتخابية في البلدان الديمقراطية وبسبب لجان حقوق الإِنسان، ولوقف المد الشيوعي الذي يتظاهر بنصرة العمال ويدعي الدفاع عن حقوقهم ومكتسباتهم.

## الجذور الفكرية والعقائدية
- تقوم الرأسمالية الكلاسيكية في جذورها على شيء من فلسفة الرومان القديمة، يظهر ذلك في رغبتها في امتلاك القوة وبسط النفوذ والسيطرة.
- لقد تطورت متنقلة من الإِقطاع إلى البورجوازية إلى الرأسمالية وخلال ذلك اكتسبت أفكاراً ومبادئ مختلفة تصب في تيار التوجه نحو تعزيز الملكية الفردية والدعوة إلى الحرية.
- قامت في الأصل على أفكار المذهب الحر والمذهب الكلاسيكي.
- لا يهم الرأسمالية الكلاسيكية من القوانين الأخلاقية إلا ما يحقق لها المنفعة ولاسيما الاقتصادية منها على وجه الخصوص.
- كان للأفكار والآراء التي تولدت نتيجة للثورة الصناعية في أوروبا دور بارز في تحديد ملامح الرأسمالية.
- تدعو الرأسمالية إلى الحرية وتتبنى الدفاع عنها، لكن الحرية السياسية تحولت إلى حرية أخلاقية واجتماعية.

## نقد
اهتم علماء اقتصاد كثر بدراسة النظام الاقتصادي الرأسمالي، فظهر منهم من دافع عنه وبرره بل أكد أنه السبيل الوحيد لترويج الاقتصاد وخلق الثروة. ومنهم من انتقده وأظهر عيوبه وتنبأ بانهياره الحتمي.

### أشهر النقاد

#### القرنان الثامن عشر والتاسع عشر
- كارل ماركس
- فريدريك أنجلز

#### القرن العشرون
- روزا لكسمبورغ
- محمد باقر الصدر، في كتابيه: فلسفتنا[29][30]، واقتصادنا.[31]
- سيد قطب في كتبه: العدالة الاجتماعية في الإسلام، معركة الإسلام والرأسماليةـ السلام العالمي والإسلام

#### القرن الحادي والعشرون
ظهر فريق من النقاد خصوصا بعد أزمة الرهن العقاري لسنة 2007، إذ صرح مدير البنك الفيدرالي الأمريكي آلان جرينسبان سنة 2008 أمام اللجنة الأمريكية لمراقبة العمل الحكومي أنه وجد شرخا في الإيدولوجية التي يؤمن بها.
- ميخائيل خازين
- ليندون لاروش

### أهم المؤاخذات على النظام الرأسمالي
أهم المؤاخذات على النظام الرأسمالي تتعلق أساسا بـ:
- تكديس الثروة بواسطة الثروة نفسها وليس بواسطة العمل.
- الثروة المنتجة تعود ملكيتها لمن ؟
- تصرفات مالكي الثروة.
- النتائج الإنسانية والاجتماعية والبيئية لنظام هدفه الأساسي وأحيانا هدفه الوحيد هو نمو الثروة.
- تقييد الحكومات والسياسات أمام الكيانات الاقتصادية الرأسمالية الضخمة والتأثير على القرار السياسى والتحكم فيه مما يؤدى إلى انحياز السياسة إلى طبقه بعينها مما يؤدى إلى ضعف الخدمات العامة وخصوصا في الدول النامية.

## وصلات خارجية
- Selected Titles on Capitalism and Its Discontents. دار نشر جامعة هارفارد